# Karpathentaktik
Als Karpathentaktik wurde das erstmals in der Karpathenschlacht (Erster Weltkrieg) bei russischen Truppen beobachtete Verfahren bezeichnet, Infanteriemassen in immer neu eingesetzten Reihen oder Wellen dem Gegner entgegenzutreiben (Menschliche Welle).
Auf die deutschen und österreichischen Offiziere, die noch keine Erfahrungen mit den erst ein Jahr später aufkommenden Abnutzungs- oder Materialschlachten hatten, machte der Menschenleben verachtende taktische Ansatz der russischen Truppen einen tiefen Eindruck. Extrem hohe Verluste waren die unvermeidliche Folge solchen Vorgehens. Die Einführung von Maschinengewehren hatte bereits während des Russisch-Japanischen Kriegs von 1905 gezeigt, dass Angriffe dichter Infanteriemassen keinen Erfolg mehr versprachen und regelmäßig in einem Gemetzel endeten. Auch im Zweiten Weltkrieg kam es wiederholt zur Anwendung dieses Verfahrens durch die Rote Armee.
Da das Angriffsverfahren der russischen Truppen mit keinem geläufigen Begriff zu bezeichnen war, wurde die Bezeichnung Karpathentaktik in Deutschland und Österreich Anfang 1915 geprägt und bis zum Ende des Zweiten Weltkriegs benutzt.